# 斯尼納區
48°59′15″N 22°9′7″E / 48.98750°N 22.15194°E

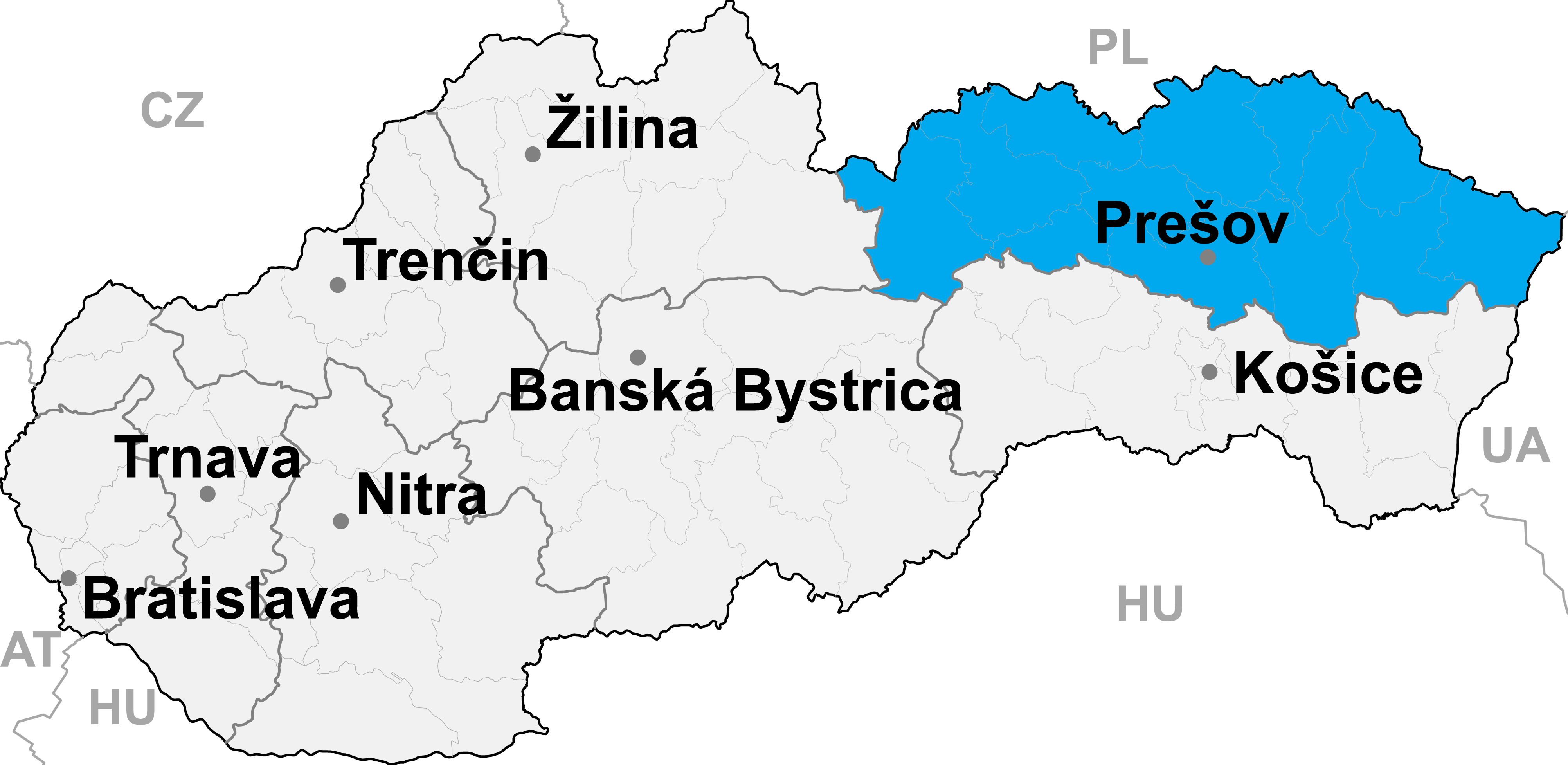

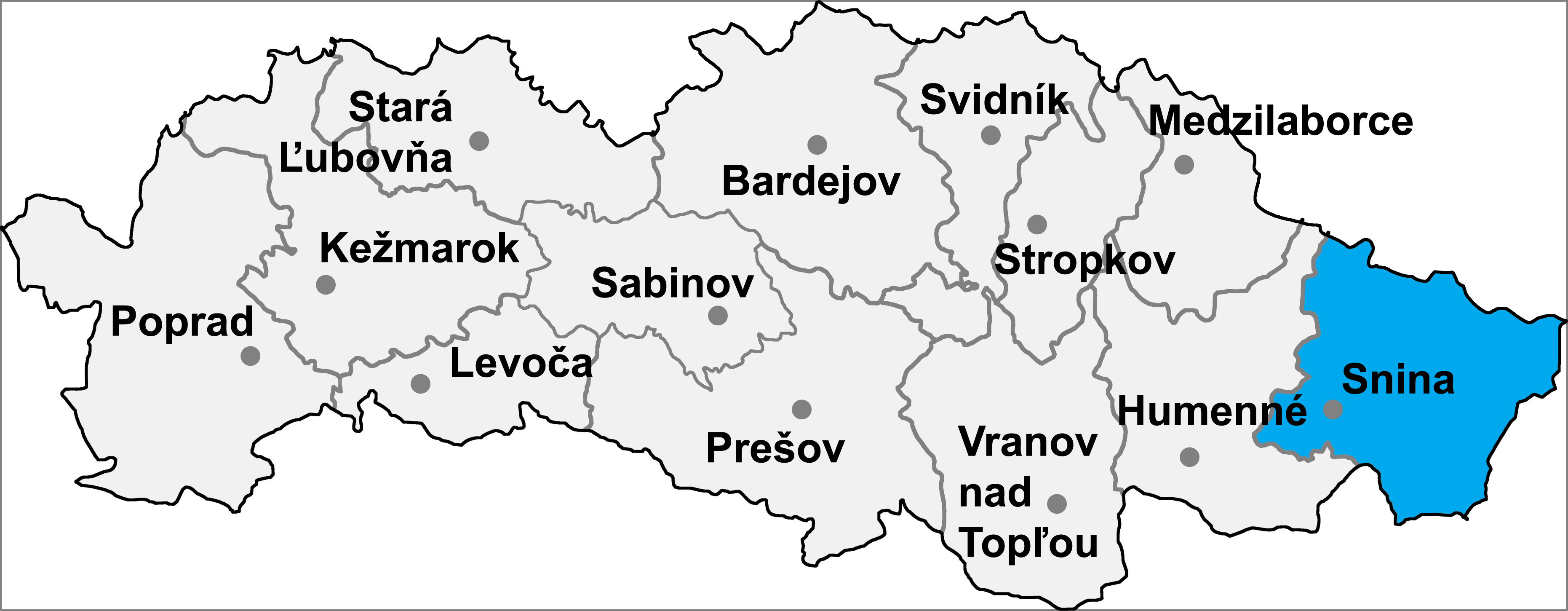

斯尼納區，是斯洛伐克的一個區，位於該國東部，由普雷紹夫州負責管轄，面積805平方公里，2013年該區人口37,739，人口密度每平方公里47人。